# Lucy Shuker
Lucy Shuker (nacida el 28 de mayo de 1980) es una jugadora de tenis en silla de ruedas británica y una de las clasificadas como mejores en el deporte en Gran Bretaña. Anterior campeona nacional individual y de dobles, ha representado a Gran Bretaña en tres Juegos Paralímpicos sucesivos, ganando dos veces una Medalla de Bronce en dobles femeninos y es ex Campeona Mundial de Dobles y Medallista de Plata de la Copa Mundial de Equipos entre otros éxitos nacionales e internacionales.

## Biografía
Shuker nació en Doha, Catar, pero creció en Fleet, Hampshire. Proviene de una talentosa familia de bádminton y comenzó a jugar bádminton a una edad temprana antes de representar al Condado de Hampshire en las Competencias Nacionales, junto con su hermano Matthew Shuker, quien ocupó el puesto más alto del mundo en el puesto No.43 en singles masculinos También amaba la equitación hasta que tuvo un accidente de moto a la edad de 21 años que la dejó paralizada debido al daño sufrido en la vértebra T4.

## Carrera
Comenzó a jugar tenis en silla de ruedas en 2002, menos de 12 meses después del accidente de moto que cambió su vida. Fue introducida al deporte por el ex Quad World No. # 1 Pete 'Quadfather' Norfolk durante el proceso de compra de su primera silla de ruedas. 
En 2008, compitió por primera vez en eventos individuales y dobles de tenis en silla de ruedas en los juegos paralímpicos de Pekín.
Hizo historia en los Juegos Paralímpicos de Londres 2012 junto a su compañera Jordanne Whiley cuando se convirtieron en el primer dúo femenino en ganar una medalla para Gran Bretaña en tenis en silla de ruedas, llegando desde el punto de partida para asegurar Bronce en el evento de dobles femenino.
Lucy y Jordanne conservaron su estatus de medalla de bronce en los Dobles en silla de ruedas para mujeres en los Juegos Paralímpicos de 2016 en Río.
En 2013, se convirtió en la primera jugadora británica de tenis en silla de ruedas en competir en los 4 Grand Slams de tenis en el mismo año cuando compitió en el US Open en Nueva York, el mismo año en que obtuvo su clasificación más alta individualmente hasta la fecha como No .5 del mundo. 
En 2016, ganó su primer título de Dobles Masters, junto a Diede de Groot en el título.

## Vida personal
Obtuvo una licenciatura en ciencias y gestión del ejercicio y la salud de la Universidad de Surrey en 2001. 
En 2011, fue nombrada Vitalise Woman of Achievement y recibió el premio de la organización benéfica para discapacitados Vitalise en reconocimiento a sus logros en el mundo del deporte para discapacitados.
El 8 de noviembre de 2017, recibió un Doctorado Honorario en Artes de la Universidad de Bournemouth. En enero de 2019, Lucy y su compañera sudafricana, Kgothatso Montjane, llegaron a las semifinales de dobles femeninas en silla de ruedas en el Abierto de Australia, pero fueron derrotadas por Marjolein Buis y Sabine Ellerbrock.